# Petar Ilirik
Petar Ilirik navodno kardinal rimske crkve iz 5. vijeka, rodom Ilir. Izgradio je crkvu svete Sabine u Rimu.
Andrija Kačić Miošić u "Razgovorima ugodnim naroda Slovinskoga" ga smatra Slavenom i o njemu piše:
Velečastni sluga Božji Petar Ilirik svete cerkve Kardinal. Cvatiše u svetinji na 423.
 U 49. fusnoti autor navodi izvore za navedene podatke o Petru Iliriku: Tomko in vindic. S. Felicis pag. 9. Szentivan cit. Lucius in cat. Episc.
Dubrovačke srpske književne novine Srđ su o njemu pisale:
Rado primamo od prijatelja iz Rima: Evo vam jednog natpisa, koji se ne nalazi ni u Theinera zabilježen a zasijeca u naše stvari. U crkvi svete Sabine povrh unutrašnjijeh vrata u peristiliju čitaju se ovi eksametri: CVLMEN APOSTOLICVM CVM CAELESTINVS HABERET PRIMVS ET IN TOTO FVLGERET EPISCOPVS ORBE HAEC QUAE MIRARIS FVNDAVIT PRESBYTER VRBIS ILLIRICA DE GENTE PETRVS VIR NOMINE TANTO DIGNVS AB EXORTO CRHISTI NVTRITVS IN AVLA PAVPERIBUS LOCVPLES SIBI PAVPER QUI BONA VITAE PRAESENTIS FVGIENS MERVIT SPERARE FVTRAM i znači: Kad je Celestin imao Apostolsku najvišu čast i sjao po svemu svijetu kao prvi episkop, ovo što razgledaš osnovno je starac gradski od ilirskog naroda Petar, čovjek dostojan toli velikoga imena, od djetinjstva othranjen u hristovom domu, za siromahe bogat, za sebe siromah koji bježeći od dobara ovoga života zasluži uzdati se u budući. Ovaj je natpis od vremena Celestina Pape, a Papa toga imena bilo je pet, zadnji je bio Papa g. 1294. Po tome se vidi starina ovog natpisa. Umjetnici kažu da je u toj crkvi mozajik  V-og vijeka. Crkva je na podanku Aventina uz sami Tiber. Kažu da je zamjenila Dijanin hram. Taj našinac (illyrica de gente) koji je osnovao ovu crkvu, nije nigdje pobliže opisan, i o njemu se ništa drugo ne zna osim to, da mu je ime bilo Petar. Zašto je nadio ime crkvi S. Sabina može se dosta nagoviještati i gatati, ali ništa temeljito.: 